# Bonde Aéreo de Telêmaco Borba
O Bonde Aéreo de Telêmaco Borba, comumente denominado bondinho, é um teleférico localizado no município de Telêmaco Borba, no Paraná.

## História
Administrado pela empresa Klabin S.A., foi inaugurado no final da década de cinquenta, em 11 de novembro de 1959, tendo uma capacidade de 32 passageiros por cabine, ligando a sede do município de Telêmaco Borba ao bairro de Harmonia, com 1.318 metros de vão livre sobre o rio Tibagi e a uma altura de 76 metros.
A obra foi uma iniciativa do empresário Horácio Klabin, que por meio da construção do teleférico visava facilitar a locomoção dos trabalhadores para terem acesso à fábrica de celulose e papel da Unidade Monte Alegre das industrias Klabin. A construção iniciou-se em 1958, antes mesmo da fundação do município de Telêmaco Borba, e uma empresa alemã foi responsável pela execução da obra que era uma referência em modernidade e uma ótima alternativa de transporte. Na época a travessia sobre o rio Tibagi era feita somente por balsa.

## Atrativo turístico
Sendo o maior teleférico da América Latina em vão livre e o único teleférico do Paraná, tornou-se em uma das principais atrações turísticas do município e é considerado um ícone do turismo na região de Telêmaco Borba e nos Campos Gerais do Paraná.
Até o ano de 2007 já havia transportado cerca de 32 milhões de pessoas. Antigamente, na época da inauguração do bonde aéreo, fazia-se o transporte de até sete mil funcionários por dia. Nos últimos anos a média caiu para 1500 passageiros por dia, sendo em média quinhentos turistas por semana.

## Galeria

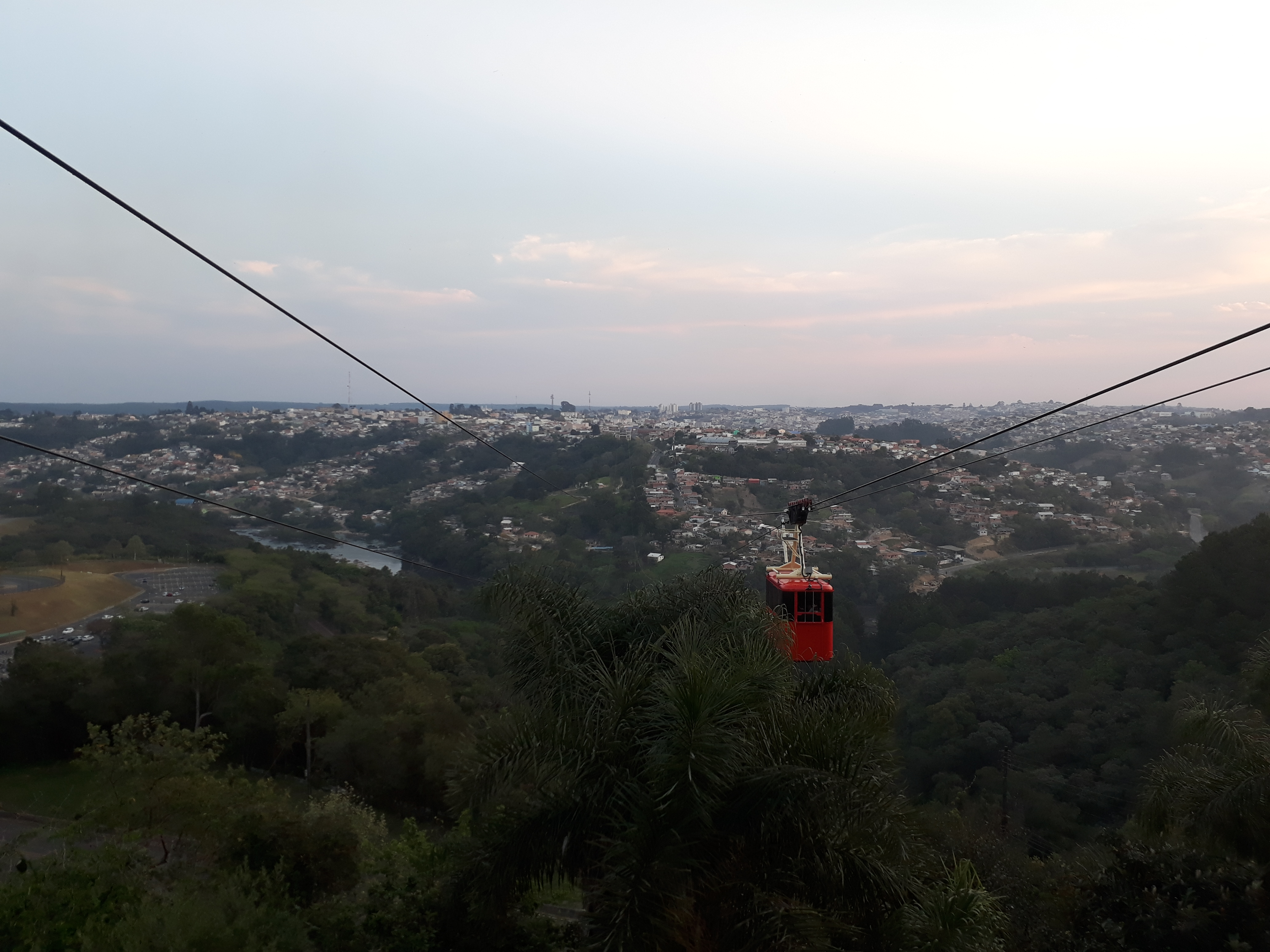
Vista do Bonde Aéreo de Telêmaco Borba em 2017.
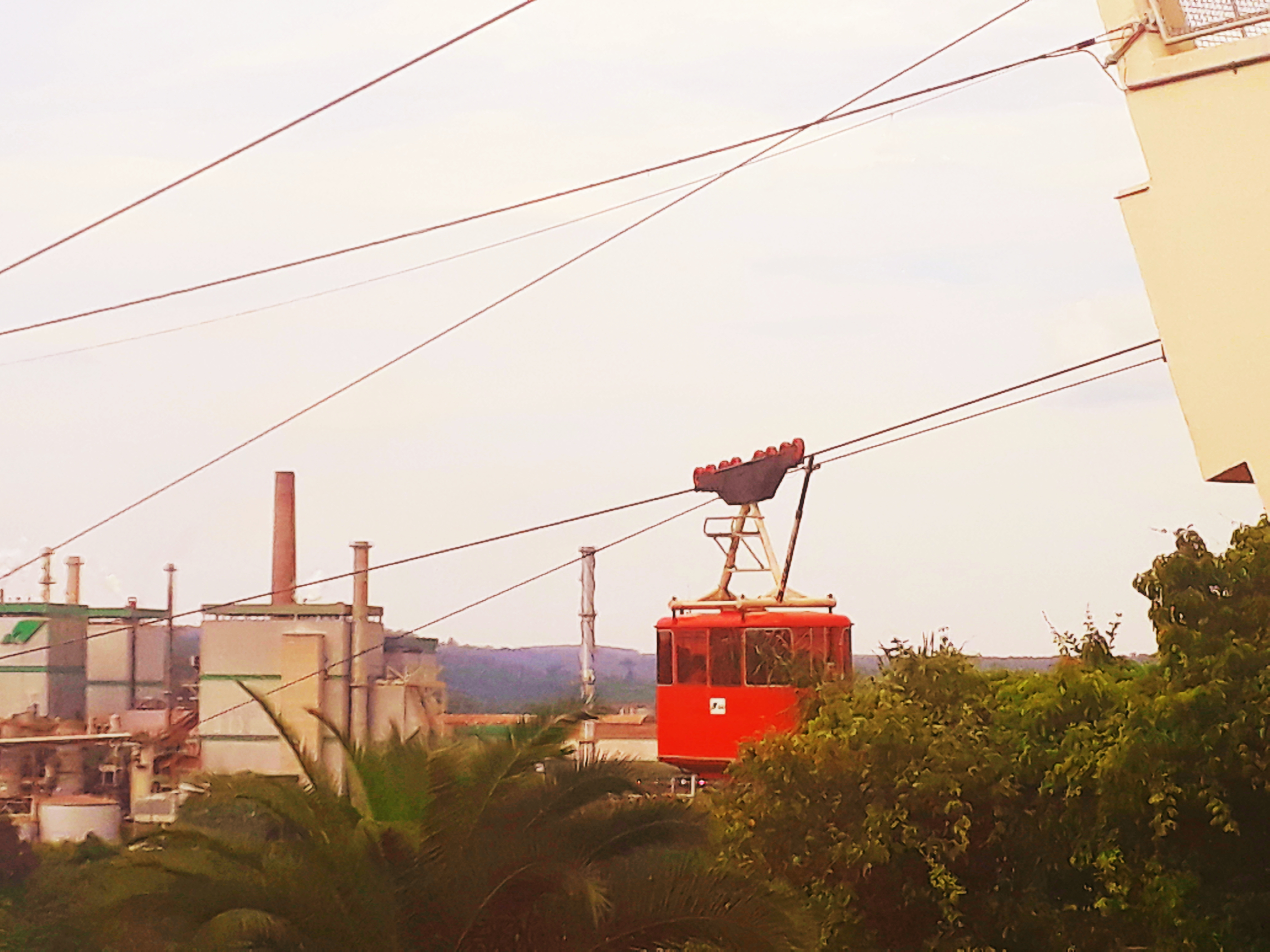
Vista parcial do bonde aéreo. Aos fundos a unidade Monte Alegre da Klabin.
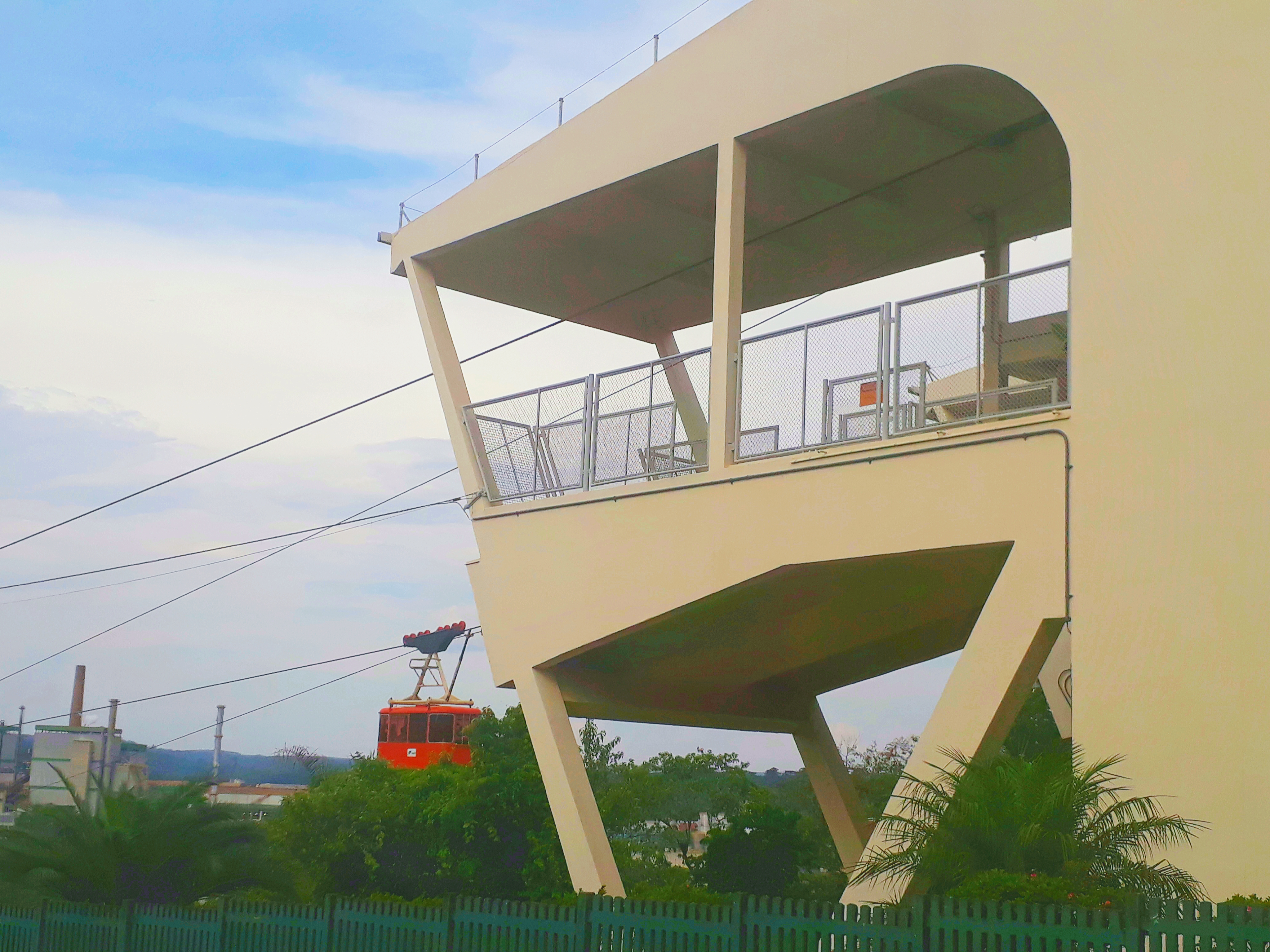
Cabine do teleférico chegando na estação de Telêmaco Borba.
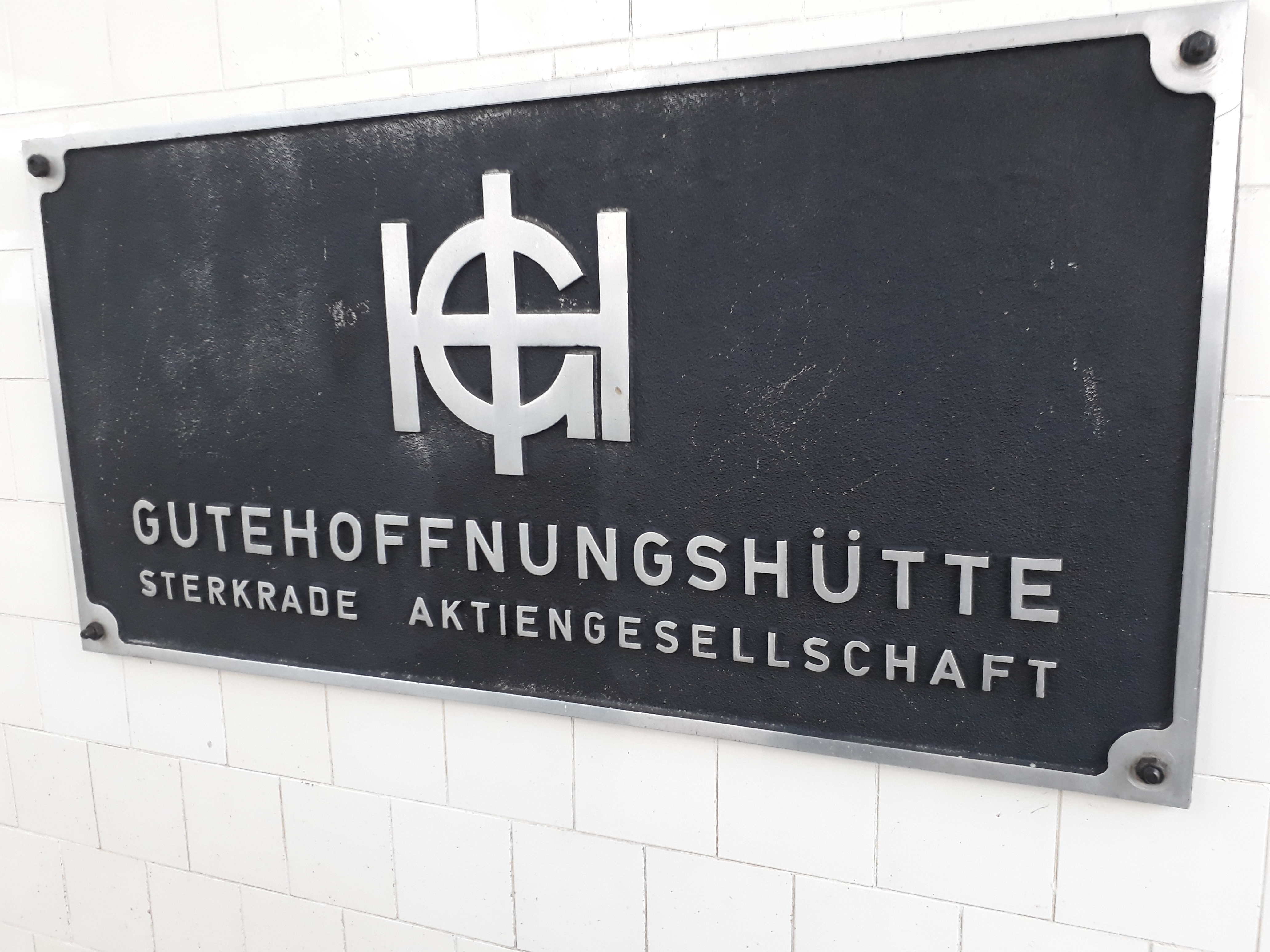
Placa da empresa alemã que construiu o bonde aéreo.
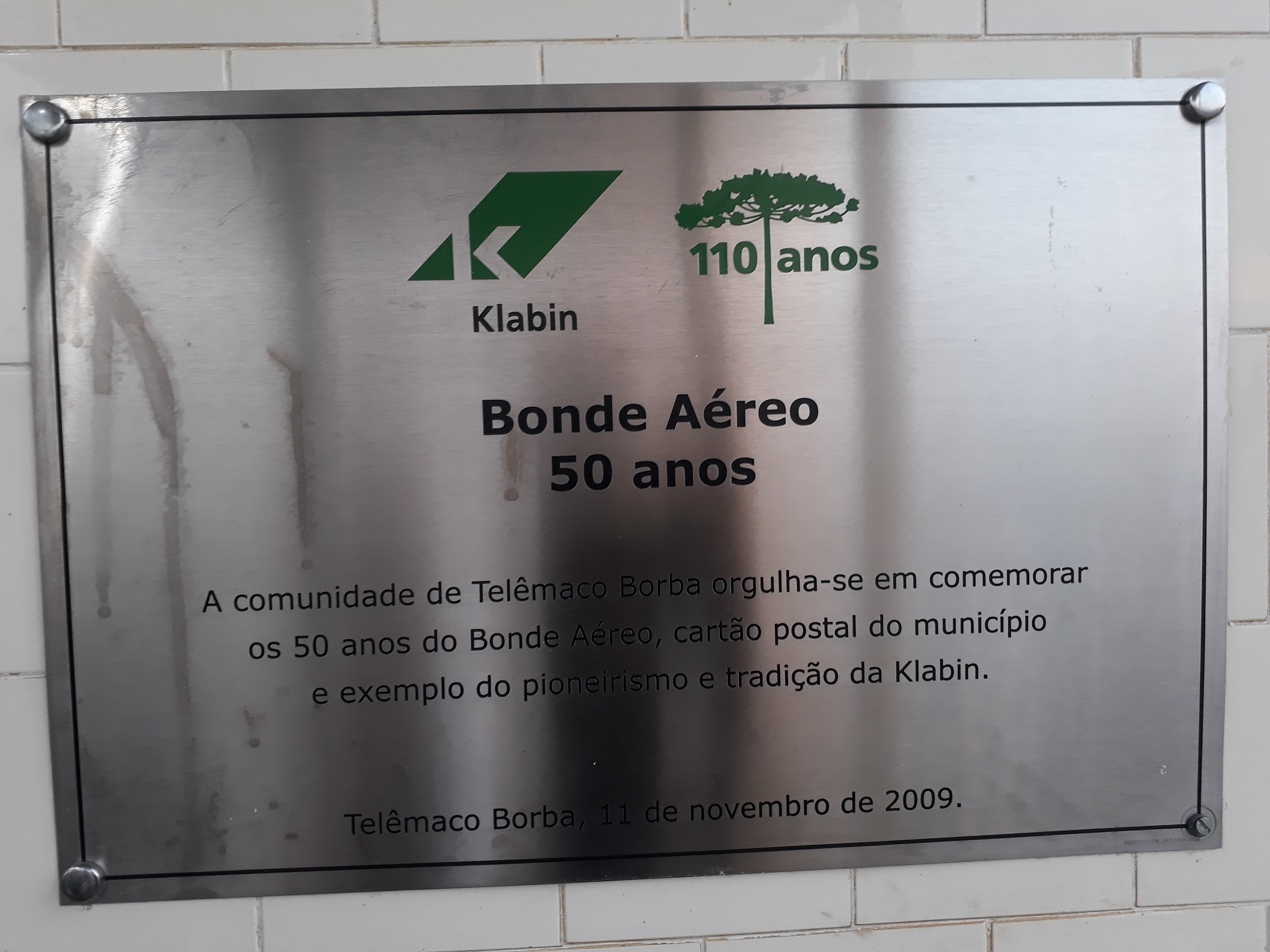
Placa comemorativa dos 50 anos do bonde aéreo.